# Charley Toorop
Annie Caroline Pontifex Fernhout-Toorop, detta Charley (Katwijk, 24 marzo 1891 – Bergen, 5 novembre 1955), è stata una pittrice olandese.

## Biografia
Era figlia del pittore Jan Toorop, che le trasmise la passione per l'arte. Durante la sua formazione artistica fu fortemente influenzata dalle avanguardie, divenendo amica di Piet Mondrian ed entrando in contatto con importanti pittori come Pablo Picasso e Paul Cézanne, venendo ispirata soprattutto dallo stile del primo. Fu una delle principali esponenti della scuola di Bergen, città dove si trasferì e passò buona parte della propria vita.
Nonostante il suo stile fosse in larga parte realista, possedeva forti tonalità impressioniste, espressioniste, cubiste e magiche. Fu molto influenzata anche dallo stile di Vincent van Gogh. Suo figlio, Edgar Fernhout, intraprese anch'egli la carriera pittorica, mentre l'altro figlio John Fernhout divenne regista. Non abbandonò i Paesi Bassi durante l'invasione tedesca del 1940 e utilizzò le devastazioni della guerra come soggetti delle proprie opere più tarde.